# Freya Parker
Pour les articles homonymes, voir Parker.
Freya Parker est une actrice et scénariste américaine.

## Filmographie

### Actrice

#### Cinéma
- 2008 : Enemy Lines : une piétonne
- 2009 : Act of God : une officière de la scène de crime
- 2010 : The Patient : la narratrice
- 2011 : Our Ordered Lives : la fille
- 2011 : Dystopia St. : la femme
- 2012 : Dead in France : la fille qui hurle
- 2014 : United We Fall : Shiv Fallis
- 2015 : PowerFem : Luce
- 2015 : Smell Investigators : Steve T.
- 2016 : The Void : la femme
- 2017 : The Greatest Showman : une femme du public
- 2017 : Custom Love : Sarah
- 2020 : Shoe Purse
- 2022 : Jurassic World : Le Monde d'après : Denise Roberts
- 2022 : The Wilds
- 2023 : Dope Fiend : Amanda
- 2023 : Wonka : Miss Bon Bon

#### Télévision
- 2007 : Blue Murder : Cathy Covington (1 épisode)
- 2013 : Affaires non classées : Mary Smith (2 épisodes)
- 2015 : Brotherhood : Margot (1 épisode)
- 2016 : Josh : Natalie (1 épisode)
- 2017 : 1066: A Year to Conquer England : Matilda (3 épisodes)
- 2017-2020 : The Mash Report : plusieurs personnages (17 épisodes)
- 2018 : Climaxed : Nia (2 épisodes)
- 2019-2022 : Lazy Susan : plusieurs personnages (5 épisodes)
- 2020 : Love Monster (25 épisodes)
- 2021 : The Nevers : Doris (1 épisode)
- 2021-2022 : Late Night Mash : plusieurs personnages (13 épisodes)
- 2022 : Don't Hug Me I'm Scared : la mère du pain (1 épisode)
- 2023 : Breeders : Sadie (1 épisode)

#### Jeu vidéo
- 2017 : Horizon Zero Dawn : Ella Pontes, Ersa et Talanah
- 2018 : Battlefield V : le talent de voix
- 2022 : Horizon Forbidden West : Talanah

### Scénariste
- 2019-2022 : Lazy Susan (5 épisodes)
- 2020 : Shoe Purse
- 2020-2021 : The Emily Atack Show (12 épisodes)